# Обрізання крайньої плоті

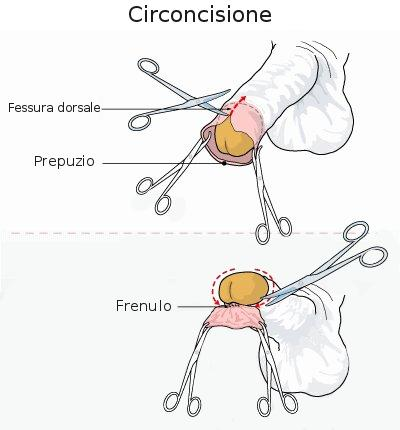
Обрізання

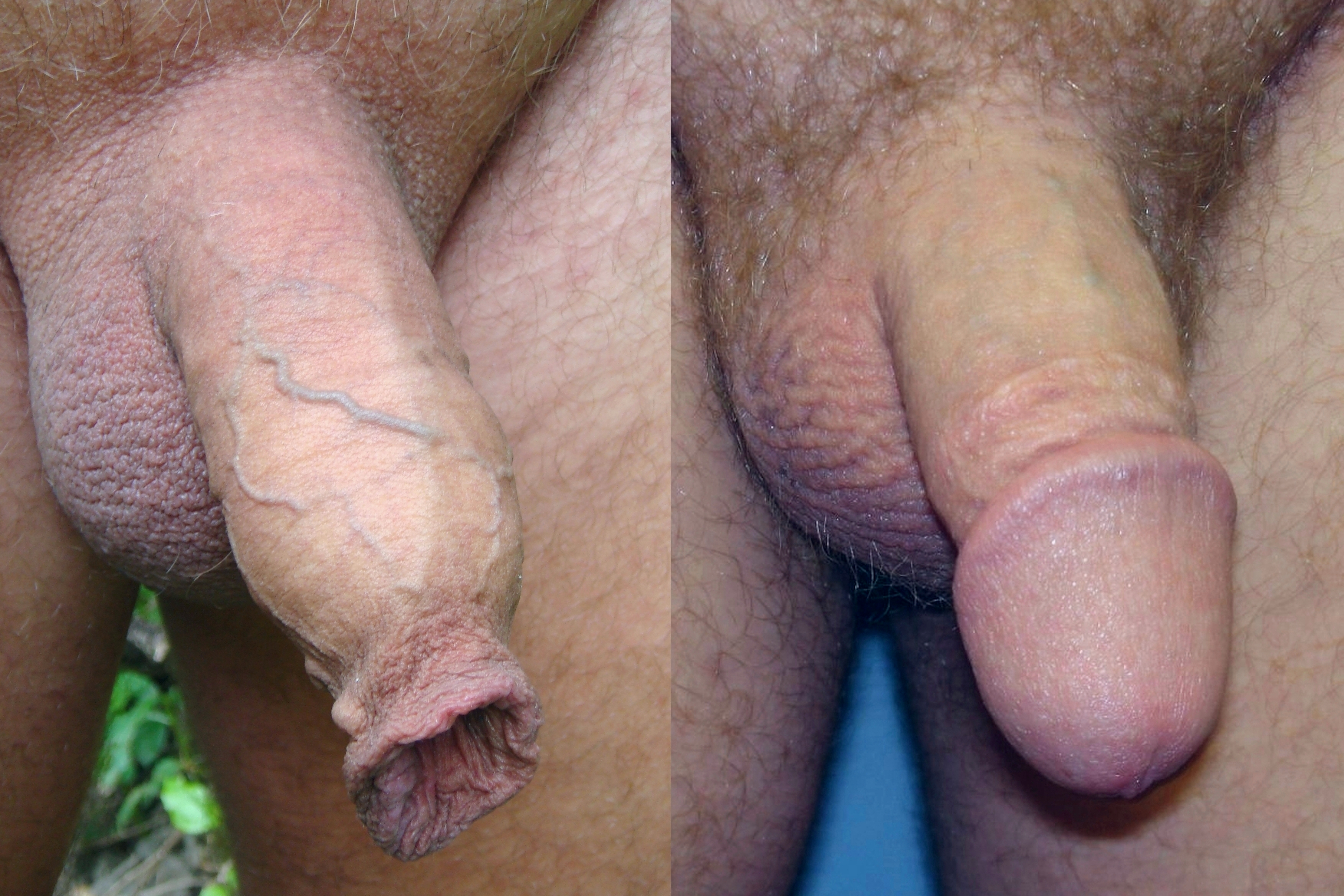
Пеніс до і після обрізання

Обріза́ння кра́йньої пло́ті стате́вого чле́на, часто просто обріза́ння (лат. circumcisio) — хірургічна операція, передбачає часткове або повне видалення крайньої плоті статевого члена у хлопчиків і чоловіків з культурних, медичних чи сексуальних міркувань. При відсутності медичних показань та, особливо, згоди пацієнта на операцію, як у випадку з проведенням операції на новонароджених чи малих дітях, обрізання крайньої плоті може бути розглянуте як порушення прав у вигляді каліцтва чоловічого статевого члена (див. Примусове обрізання).

## Історія
Обрізання здавна практикувалося у багатьох народів. Обрізання як ініціація хлопчиків-підлітків практикувалося в релігії аборигенів Австралії та в деяких племен Африки. Так Геродот в Історії пише: 
Тільки три народи на землі споконвіку піддають себе обрізання: колхи, єгиптяни та ефіопи. Фінікіяни ж і сирійці, що в Палестині, самі визнають, що запозичили цей звичай у єгиптян. А сирійці, які живуть на річках Фермодонт і Парфении, і їх сусіди-макрони кажуть, що лише недавно перейняли обрізання у єгиптян. Адже це єдині народи, роблять обрізання, і всі вони, очевидно, наслідують цього звичаю єгиптян. Що до самих єгиптян і ефіопів, то я не можу сказати, хто з них і у кого запозичив цей звичай. Адже він, очевидно, дуже древній. 
Також обрізання існувало у фінікійців, у народів Ханаана: аммонитян, едомітян і моавитян. Існування його у вавилонян і ассирійців не доведене; у філістимлян обрізання не було. Практика обрізання крайньої плоті у близькосхідних народів засвідчена з III тис. До н. е. На малюнку, що представляє сцену цього обряду у древніх єгиптян, зображення ножа нагадує собою форму ножів кам'яного періоду. Це почасти свідчить, що початок цього звичаю губиться в далекій давнині. Спочатку цей обряд був пов'язаний з ритуалом ініціації, переходу до дорослого життя, який давав серед іншого право одружуватися.
У більшості народів обрізання відбувається над хлопчиками та юнаками 10-17 років (в Стародавньому Єгипті — на 14-му році) і складає як би присвяту в чоловіки, офіційне визнання статевої зрілості.

## Покази
- Демографічні, регулювання народжуваності, через зниження подразливості тонкої шкіри статевого члена, подовжується час настання оргазму у чоловіків, і, як наслідок, статевий акт починає частіше закінчуватися оргазмом у жінки.
- Релігійними, як наслідок сталих суспільних норм ряду азійських країн щодо обряду обрізання.
- Соціальні, запобігання мастурбації, спонтанних сексуальних практик, що вважаються у різних прошарках суспільства хибними.
- Медичні, усунення фімозу у дорослих, профілактика баланіту.

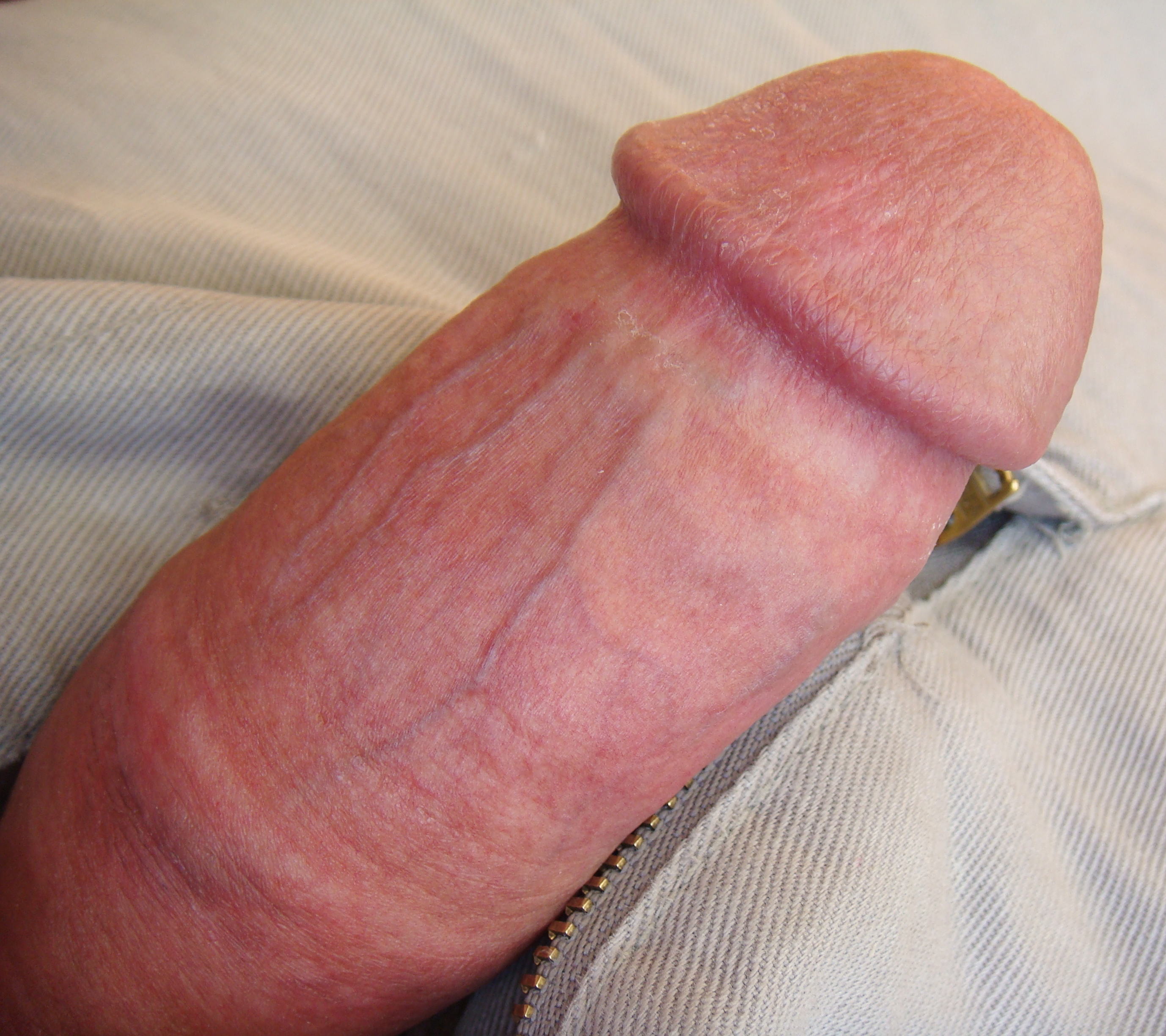
Статевий член після високого обрізання

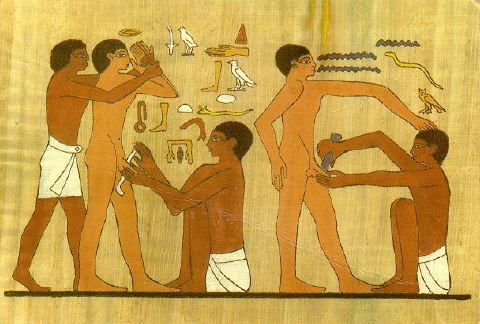
Сцена обрізання. Зображення на єгипетській гробниці (бл. 2500 р. До н. е. Е.)

У чоловіків практикують обрізання крайньої плоті, наприклад, при фімозі. Приблизно 7-10 % чоловіків хвороба зачіпає в легкому або середньому ступені, ще стільки ж хворіють у важчій формі.

## Практика
В практиці вітчизняної урології найчастіше використовують часткове обрізання крайньої плоті, коли залишається покритою 2/3 поверхні голівки, вуздечку крайньої плоті (яка має багато кровоносних судин та нервових закінчень) при цьому максимально щадять і здебільшого зберігають повністю (залишається частина крайньої плоті на нижній поверхні статевого члена). Розшаровані листки крайньої плоті обов'язково прошивають декількома вузловими швами (особливо область вуздечки та дорсальної вени статевого члена) або коагулюють. Залишати розшарованими листки (подібно до того, як це виконується в ритуальних обрізаннях) украй неправильно оскільки між ними може накопичуватися кров з подальшим нагноєнням і некрозом.
Крім того, застосовують також традиційний круговий розтин крайньої плоті (особливо при гіпертрофічному фімозі, парафімозі та при ускладненнях венеричних захворювань — шанкрі, баланопоститі (див. Баланіт) тощо).

## Наслідки
Післяопераційний госпітальний період після обрізання зазвичай не більше 1 доби.
Міжнародна організація охорони здоров'я рекомендує обрізання у чоловіків як складову профілактики ВІЛ-інфекцій. Вилучення крайньої плоті приводить до того, що слизова оболонка, яка покриває голівку статевого члена, товстішає, і це робить її менш проникною для вірусів. Дослідження, проведені у 2005 році, показали, що передача ВІЛ від жінок до чоловіків під час сексу скорочується на 60 %, якщо чоловіки обрізані (можливо, і завдяки зменшенню площі слизової, через яку може проникнути вірус).